# Tombereau chenillé

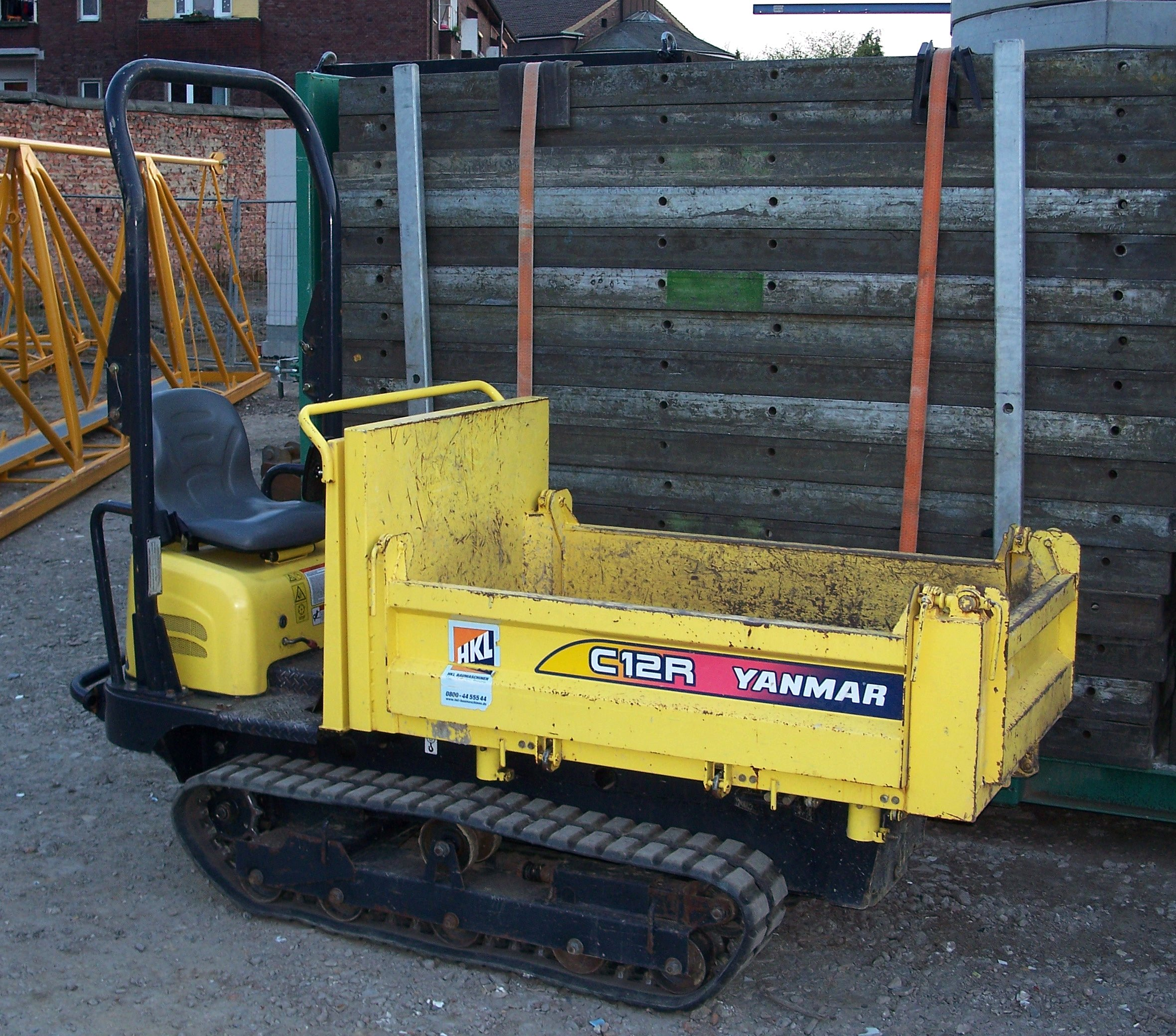
Yanmar

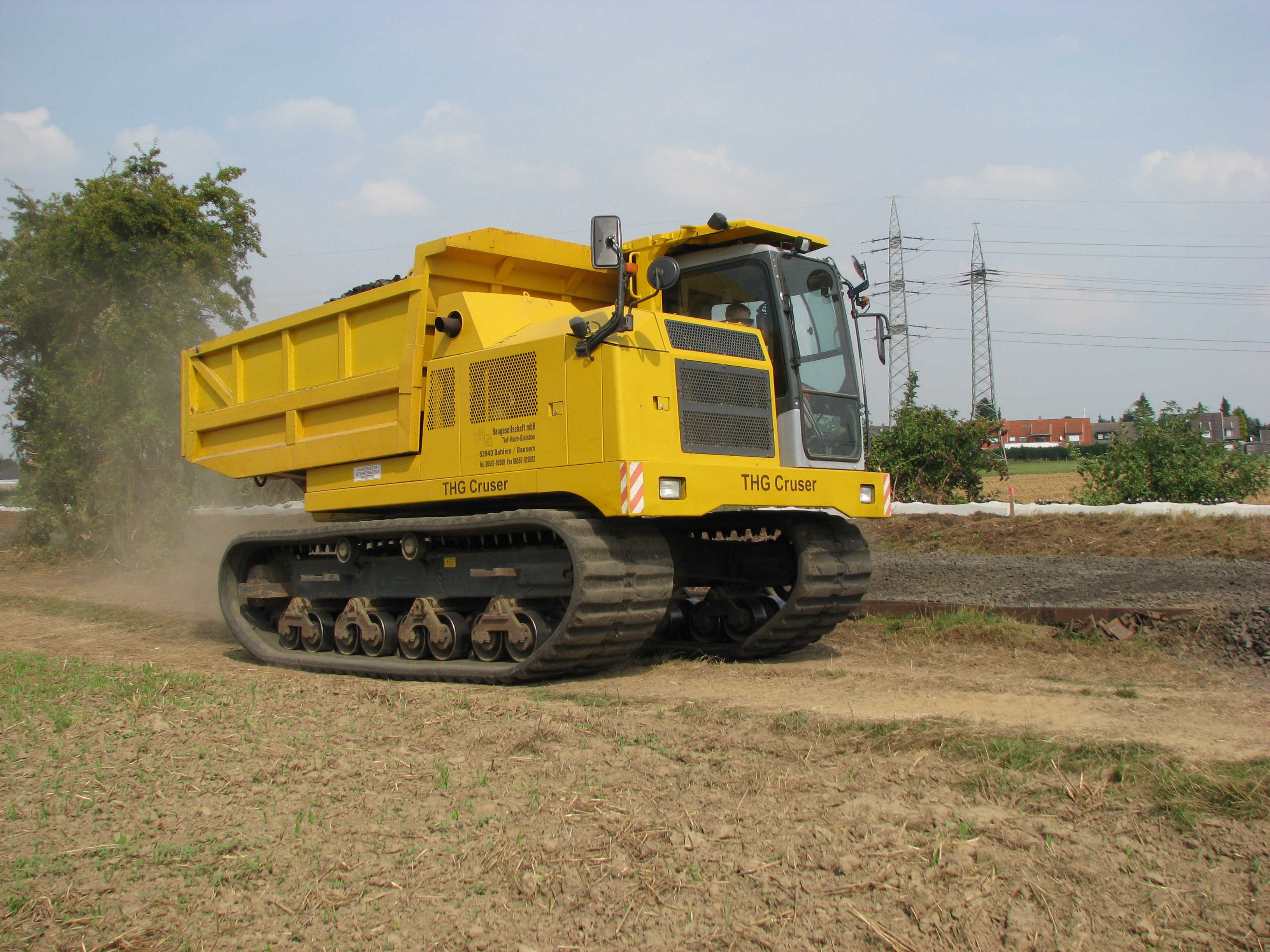
Komatsu CD-110R

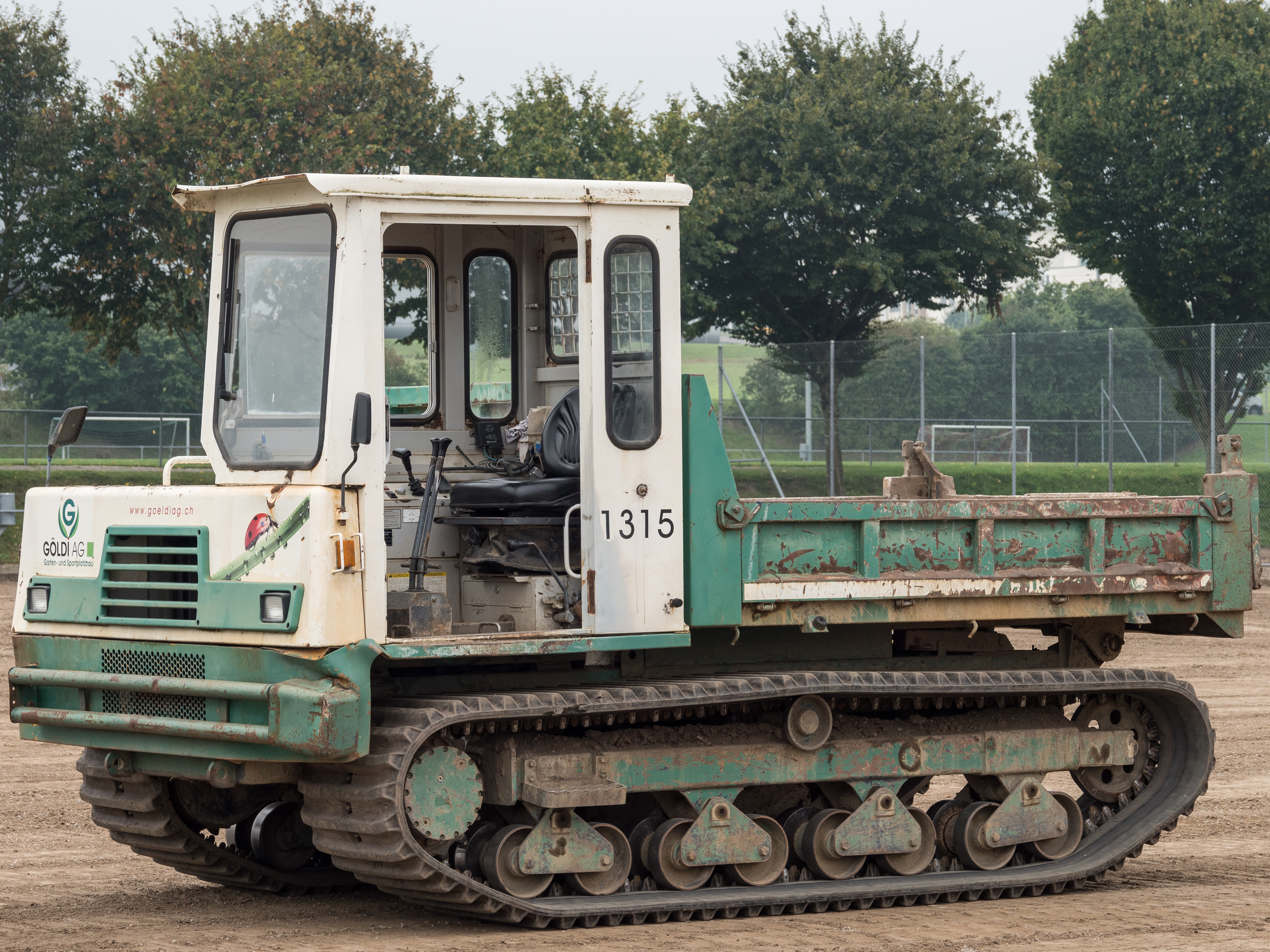
Tombereau chenillé Hutter HUKI 450

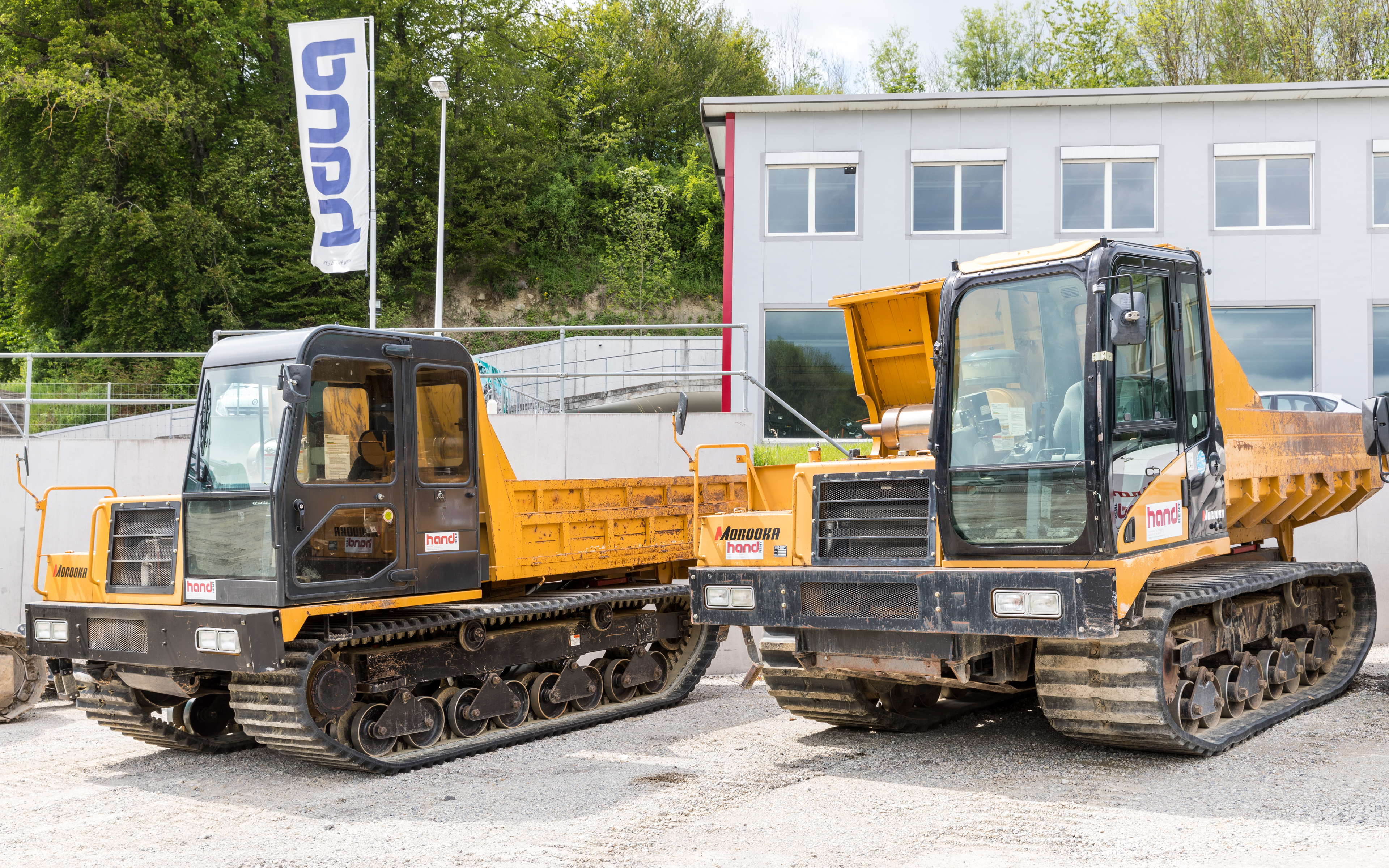
Morooka

Un tombereau chenillé,  est un engin de chantier, composé d'un tombereau/benne et posé sur deux chenilles.

## Objectifs
Les tombereaux sur chenilles sont principalement utilisés sur des terrains accidentés ou meubles, car leurs chenilles les rendent particulièrement adaptés à une utilisation hors route. De plus, en raison de la faible Pression spécifique du sol lorsqu'il est utilisé sur des sols sensibles, par exemple sur une pelouse pour éviter les compactage du sol indésirables là-bas.
Les transporteurs à chenilles plus petits ne sont souvent conçus que pour des vitesses faibles, généralement inférieures à 15 km/h et ne disposent pas toujours d'un agrément de véhicule pour la circulation routière, de sorte qu'ils ne peuvent être utilisés que sur des chantiers de construction ou sur propriété privée.
Ces engins sur chenilles sont souvent achetés en raison de leurs chenilles et modifiés avec diverses conversions. Au salon Intersolar 2012 à Munich, par exemple, un robot d'assemblage automatique pour parcs solaires a été présenté qui utilise un transporteur de chenilles Morooka comme sous-structure.

## Fabricants
- Espagne
  - Ausa
- États-Unis
- Flattrack
- Suède
  - Hagglunds
- Japon
  - Hitachi
  - Yanmar
  - Komatsu
  - Takeuchi (entreprise)
  - Mitsubishi
  - Hanix
  - IHI
  - Morooka
- Suisse
  - Hutter
- Allemagne
  - Liebherr
  - Lumag